# Llista de municipis de la Corresa

Llista dels 286 municipis del departament francès de la Corresa (19).
(CAB) Communauté d'agglomération de Brive, créée en 2002.
| Code INSEE | Code Postal | Commune                         |
| ---------- | ----------- | ------------------------------- |
| 19001      | 19260       | Affieux                         |
| 19002      | 19200       | Aix                             |
| 19003      | 19190       | Albignac                        |
| 19004      | 19380       | Albussac                        |
| 19005      | 19240       | Allassac (CAB)                  |
| 19006      | 19200       | Alleyrat                        |
| 19007      | 19120       | Altillac                        |
| 19008      | 19250       | Ambrugeat                       |
| 19009      | 19000       | Les Angles-sur-Corrèze          |
| 19010      | 19400       | Argentat                        |
| 19011      | 19230       | Arnac-Pompadour                 |
| 19012      | 19120       | Astaillac                       |
| 19013      | 19190       | Aubazine                        |
| 19014      | 19220       | Auriac                          |
| 19015      | 19310       | Ayen                            |
| 19016      | 19800       | Bar                             |
| 19017      | 19430       | Bassignac-le-Bas                |
| 19018      | 19220       | Bassignac-le-Haut               |
| 19019      | 19120       | Beaulieu-sur-Dordogne           |
| 19020      | 19390       | Beaumont                        |
| 19021      | 19290       | Bellechassagne                  |
| 19022      | 19510       | Benayes                         |
| 19023      | 19190       | Beynat                          |
| 19024      | 19230       | Beyssac                         |
| 19025      | 19230       | Beyssenac                       |
| 19026      | 19120       | Billac                          |
| 19027      | 19170       | Bonnefond                       |
| 19028      | 19110       | Bort-les-Orgues                 |
| 19029      | 19500       | Branceilles                     |
| 19030      | 19310       | Brignac-la-Plaine               |
| 19031      | 19100       | Briva la Galharda (CAB)         |
| 19032      | 19120       | Brivezac                        |
| 19033      | 19170       | Bugeat                          |
| 19034      | 19430       | Camps-Saint-Mathurin-Léobazel   |
| 19035      | 19350       | Chabrignac                      |
| 19036      | 19370       | Chamberet                       |
| 19037      | 19450       | Chamboulive                     |
| 19038      | 19330       | Chameyrat                       |
| 19039      | 19320       | Champagnac-la-Noaille           |
| 19040      | 19320       | Champagnac-la-Prune             |
| 19041      | 19150       | Chanac-les-Mines                |
| 19042      | 19330       | Chanteix                        |
| 19043      | 19360       | La Chapelle-aux-Brocs (CAB)     |
| 19044      | 19120       | La Chapelle-aux-Saints          |
| 19045      | 19430       | La Chapelle-Saint-Géraud        |
| 19046      | 19300       | Chapelle-Spinasse               |
| 19047      | 19600       | Chartrier-Ferrière              |
| 19048      | 19190       | Le Chastang                     |
| 19049      | 19600       | Chasteaux                       |
| 19050      | 19500       | Chauffour-sur-Vell              |
| 19051      | 19390       | Chaumeil                        |
| 19052      | 19290       | Chavanac                        |
| 19053      | 19200       | Chaveroche                      |
| 19054      | 19120       | Chenailler-Mascheix             |
| 19055      | 19160       | Chirac-Bellevue                 |
| 19056      | 19320       | Clergoux                        |
| 19057      | 19500       | Collonges-la-Rouge              |
| 19058      | 19250       | Combressol                      |
| 19059      | 19350       | Concèze                         |
| 19060      | 19140       | Condat-sur-Ganaveix             |
| 19167      | 19200       | Confolent-Port-Dieu             |
| 19061      | 19150       | Cornil                          |
| 19062      | 19800       | Corrèsa                         |
| 19063      | 19360       | Cosnac (CAB)                    |
| 19064      | 19340       | Couffy-sur-Sarsonne             |
| 19065      | 19340       | Courteix                        |
| 19066      | 19520       | Cublac (CAB)                    |
| 19067      | 19500       | Curemonte                       |
| 19068      | 19360       | Dampniat (CAB)                  |
| 19069      | 19220       | Darazac                         |
| 19070      | 19300       | Darnets                         |
| 19071      | 19250       | Davignac                        |
| 19072      | 19270       | Donzenac                        |
| 19073      | 19300       | Égletons                        |
| 19074      | 19170       | L'Église-aux-Bois               |
| 19075      | 19150       | Espagnac                        |
| 19076      | 19140       | Espartignac                     |
| 19077      | 19600       | Estivals                        |
| 19078      | 19410       | Estivaux                        |
| 19079      | 19140       | Eyburie                         |
| 19080      | 19340       | Eygurande                       |
| 19081      | 19800       | Eyrein                          |
| 19082      | 19330       | Favars                          |
| 19083      | 19340       | Feyt                            |
| 19084      | 19380       | Forgès                          |
| 19085      | 19800       | Gimel-les-Cascades              |
| 19086      | 19430       | Goulles                         |
| 19087      | 19170       | Gourdon-Murat                   |
| 19088      | 19300       | Grandsaigne                     |
| 19089      | 19320       | Gros-Chastang                   |
| 19090      | 19320       | Gumont                          |
| 19091      | 19400       | Hautefage                       |
| 19092      | 19300       | Le Jardin                       |
| 19093      | 19500       | Jugeals-Nazareth                |
| 19094      | 19350       | Juillac                         |
| 19095      | 19170       | Lacelle                         |
| 19096      | 19150       | Ladignac-sur-Rondelles          |
| 19097      | 19320       | Lafage-sur-Sombre               |
| 19098      | 19150       | Lagarde-Enval                   |
| 19099      | 19500       | Lagleygeolle                    |
| 19100      | 19700       | Lagraulière                     |
| 19101      | 19150       | Laguenne                        |
| 19102      | 19160       | Lamazière-Basse                 |
| 19103      | 19340       | Lamazière-Haute                 |
| 19104      | 19510       | Lamongerie                      |
| 19105      | 19190       | Lanteuil                        |
| 19106      | 19550       | Lapleau                         |
| 19107      | 19600       | Larche                          |
| 19108      | 19340       | Laroche-près-Feyt               |
| 19109      | 19130       | Lascaux                         |
| 19110      | 19160       | Latronche                       |
| 19111      | 19550       | Laval-sur-Luzège                |
| 19112      | 19170       | Lestards                        |
| 19113      | 19160       | Liginiac                        |
| 19114      | 19200       | Lignareix                       |
| 19115      | 19500       | Ligneyrac                       |
| 19116      | 19120       | Liourdres                       |
| 19117      | 19600       | Lissac-sur-Couze                |
| 19118      | 19470       | Le Lonzac                       |
| 19119      | 19500       | Lostanges                       |
| 19120      | 19310       | Louignac                        |
| 19121      | 19210       | Lubersac                        |
| 19122      | 19470       | Madranges                       |
| 19123      | 19360       | Malemort-sur-Corrèze (CAB)      |
| 19124      | 19520       | Mansac (CAB)                    |
| 19125      | 19320       | Marcillac-la-Croisille          |
| 19126      | 19500       | Marcillac-la-Croze              |
| 19127      | 19150       | Marc-la-Tour                    |
| 19128      | 19200       | Margerides                      |
| 19129      | 19510       | Masseret                        |
| 19130      | 19250       | Maussac                         |
| 19131      | 19510       | Meilhards                       |
| 19132      | 19190       | Ménoire                         |
| 19133      | 19430       | Mercœur                         |
| 19134      | 19340       | Merlines                        |
| 19135      | 19200       | Mestes                          |
| 19136      | 19250       | Maimac                          |
| 19137      | 19800       | Meyrignac-l'Église              |
| 19138      | 19500       | Meyssac                         |
| 19139      | 19290       | Millevaches                     |
| 19140      | 19400       | Monceaux-sur-Dordogne           |
| 19141      | 19340       | Monestier-Merlines              |
| 19142      | 19110       | Monestier-Port-Dieu             |
| 19143      | 19300       | Montaignac-Saint-Hippolyte      |
| 19144      | 19210       | Montgibaud                      |
| 19145      | 19300       | Moustier-Ventadour              |
| 19146      | 19460       | Naves                           |
| 19147      | 19600       | Nespouls                        |
| 19148      | 19160       | Neuvic                          |
| 19149      | 19380       | Neuville                        |
| 19150      | 19500       | Noailhac                        |
| 19151      | 19600       | Noailles (CAB)                  |
| 19152      | 19120       | Nonards                         |
| 19153      | 19130       | Objat                           |
| 19154      | 19410       | Orgnac-sur-Vézère               |
| 19155      | 19390       | Orliac-de-Bar                   |
| 19156      | 19190       | Palazinges                      |
| 19157      | 19160       | Palisse                         |
| 19158      | 19150       | Pandrignes                      |
| 19159      | 19300       | Péret-Bel-Air                   |
| 19160      | 19170       | Pérols-sur-Vézère               |
| 19161      | 19310       | Perpezac-le-Blanc               |
| 19162      | 19410       | Perpezac-le-Noir                |
| 19163      | 19190       | Le Pescher                      |
| 19164      | 19290       | Peyrelevade                     |
| 19165      | 19260       | Peyrissac                       |
| 19166      | 19450       | Pierrefitte                     |
| 19168      | 19170       | Pradines                        |
| 19169      | 19120       | Puy-d'Arnac                     |
| 19170      | 19120       | Queyssac-les-Vignes             |
| 19171      | 19430       | Reygade                         |
| 19172      | 19260       | Rilhac-Treignac                 |
| 19173      | 19220       | Rilhac-Xaintrie                 |
| 19174      | 19320       | La Roche-Canillac               |
| 19175      | 19160       | Roche-le-Peyroux                |
| 19176      | 19300       | Rosiers-d'Égletons              |
| 19177      | 19350       | Rosiers-de-Juillac              |
| 19178      | 19270       | Sadroc                          |
| 19179      | 19500       | Saillac                         |
| 19180      | 19200       | Saint-Angel                     |
| 19181      | 19390       | Saint-Augustin                  |
| 19182      | 19130       | Saint-Aulaire                   |
| 19183      | 19320       | Saint-Bazile-de-la-Roche        |
| 19184      | 19500       | Saint-Bazile-de-Meyssac         |
| 19185      | 19150       | Saint-Bonnet-Avalouze           |
| 19186      | 19380       | Saint-Bonnet-Elvert             |
| 19187      | 19130       | Saint-Bonnet-la-Rivière         |
| 19188      | 19410       | Saint-Bonnet-l'Enfantier        |
| 19189      | 19430       | Saint-Bonnet-les-Tours-de-Merle |
| 19190      | 19200       | Saint-Bonnet-près-Bort          |
| 19191      | 19600       | Saint-Cernin-de-Larche          |
| 19192      | 19380       | Saint-Chamant                   |
| 19193      | 19220       | Saint-Cirgues-la-Loutre         |
| 19194      | 19700       | Saint-Clément                   |
| 19195      | 19130       | Saint-Cyprien                   |
| 19196      | 19130       | Saint-Cyr-la-Roche              |
| 19202      | 19270       | Sainte-Féréole (CAB)            |
| 19203      | 19490       | Sainte-Fortunade                |
| 19198      | 19210       | Saint-Éloy-les-Tuileries        |
| 19219      | 19160       | Sainte-Marie-Lapanouze          |
| 19199      | 19200       | Saint-Étienne-aux-Clos          |
| 19200      | 19160       | Saint-Étienne-la-Geneste        |
| 19201      | 19200       | Saint-Exupéry-les-Roches        |
| 19204      | 19200       | Saint-Fréjoux                   |
| 19205      | 19220       | Saint-Geniez-ô-Merle            |
| 19206      | 19290       | Saint-Germain-Lavolps           |
| 19207      | 19330       | Saint-Germain-les-Vergnes       |
| 19208      | 19550       | Saint-Hilaire-Foissac           |
| 19209      | 19170       | Saint-Hilaire-les-Courbes       |
| 19210      | 19160       | Saint-Hilaire-Luc               |
| 19211      | 19560       | Saint-Hilaire-Peyroux           |
| 19212      | 19400       | Saint-Hilaire-Taurieux          |
| 19213      | 19700       | Saint-Jal                       |
| 19214      | 19220       | Saint-Julien-aux-Bois           |
| 19215      | 19430       | Saint-Julien-le-Pèlerin         |
| 19216      | 19210       | Saint-Julien-le-Vendômois       |
| 19217      | 19500       | Saint-Julien-Maumont            |
| 19218      | 19110       | Saint-Julien-près-Bort          |
| 19220      | 19150       | Saint-Martial-de-Gimel          |
| 19221      | 19400       | Saint-Martial-Entraygues        |
| 19222      | 19320       | Saint-Martin-la-Méanne          |
| 19223      | 19210       | Saint-Martin-Sepert             |
| 19225      | 19320       | Saint-Merd-de-Lapleau           |
| 19226      | 19170       | Saint-Merd-les-Oussines         |
| 19227      | 19330       | Saint-Mexant                    |
| 19228      | 19160       | Saint-Pantaléon-de-Lapleau      |
| 19229      | 19600       | Saint-Pantaléon-de-Larche       |
| 19230      | 19210       | Saint-Pardoux-Corbier           |
| 19231      | 19320       | Saint-Pardoux-la-Croisille      |
| 19232      | 19200       | Saint-Pardoux-le-Neuf           |
| 19233      | 19200       | Saint-Pardoux-le-Vieux          |
| 19234      | 19270       | Saint-Pardoux-l'Ortigier        |
| 19235      | 19150       | Saint-Paul                      |
| 19236      | 19800       | Saint-Priest-de-Gimel           |
| 19237      | 19220       | Saint-Privat                    |
| 19238      | 19290       | Saint-Rémy                      |
| 19239      | 19310       | Saint-Robert                    |
| 19240      | 19700       | Saint-Salvadour                 |
| 19241      | 19290       | Saint-Setiers                   |
| 19242      | 19130       | Saint-Solve                     |
| 19243      | 19230       | Saint-Sornin-Lavolps            |
| 19244      | 19250       | Saint-Sulpice-les-Bois          |
| 19245      | 19380       | Saint-Sylvain                   |
| 19246      | 19240       | Saint-Viance (CAB)              |
| 19247      | 19200       | Saint-Victour                   |
| 19248      | 19140       | Saint-Ybard                     |
| 19249      | 19300       | Saint-Yrieix-le-Déjalat         |
| 19250      | 19510       | Salon-la-Tour                   |
| 19251      | 19800       | Sarran                          |
| 19252      | 19110       | Sarroux                         |
| 19253      | 19310       | Segonzac                        |
| 19254      | 19230       | Ségur-le-Château                |
| 19255      | 19700       | Seilhac                         |
| 19256      | 19160       | Sérandon                        |
| 19257      | 19190       | Sérilhac                        |
| 19258      | 19220       | Servières-le-Château            |
| 19259      | 19430       | Sexcles                         |
| 19260      | 19120       | Sioniac                         |
| 19261      | 19290       | Sornac                          |
| 19262      | 19370       | Soudaine-Lavinadière            |
| 19263      | 19300       | Soudeilles                      |
| 19264      | 19550       | Soursac                         |
| 19265      | 19170       | Tarnac                          |
| 19266      | 19200       | Thalamy                         |
| 19268      | 19170       | Toy-Viam                        |
| 19269      | 19260       | Treignac                        |
| 19270      | 19230       | Troche                          |
| 19271      | 19120       | Tudeils                         |
| 19272      | 19000       | Tula                            |
| 19273      | 19500       | Turenne (CAB)                   |
| 19274      | 19270       | Ussac (CAB)                     |
| 19275      | 19200       | Ussèl                           |
| 19276      | 19140       | Uzerche                         |
| 19277      | 19200       | Valiergues                      |
| 19278      | 19240       | Varetz (CAB)                    |
| 19279      | 19130       | Vars-sur-Roseix                 |
| 19280      | 19120       | Végennes                        |
| 19281      | 19260       | Veix                            |
| 19282      | 19360       | Venarsal (CAB)                  |
| 19283      | 19200       | Veyrières                       |
| 19284      | 19170       | Viam                            |
| 19285      | 19410       | Vigeois                         |
| 19286      | 19130       | Vignols                         |
| 19287      | 19800       | Vitrac-sur-Montane              |
| 19288      | 19130       | Voutezac                        |
| 19289      | 19310       | Yssandon                        |